# Ša'ar ha-Gaj
Ša'ar ha-Gaj (hebrejsky: שער הגיא‎, arabsky: باب الواد‎, Báb al-Vád, doslova Brána údolí) je strategicky významná soutěska ležící v Jeruzalémském koridoru v Izraeli, která byla místem těžkých bojů během první arabsko-izraelské války v roce 1948.

## Geografie

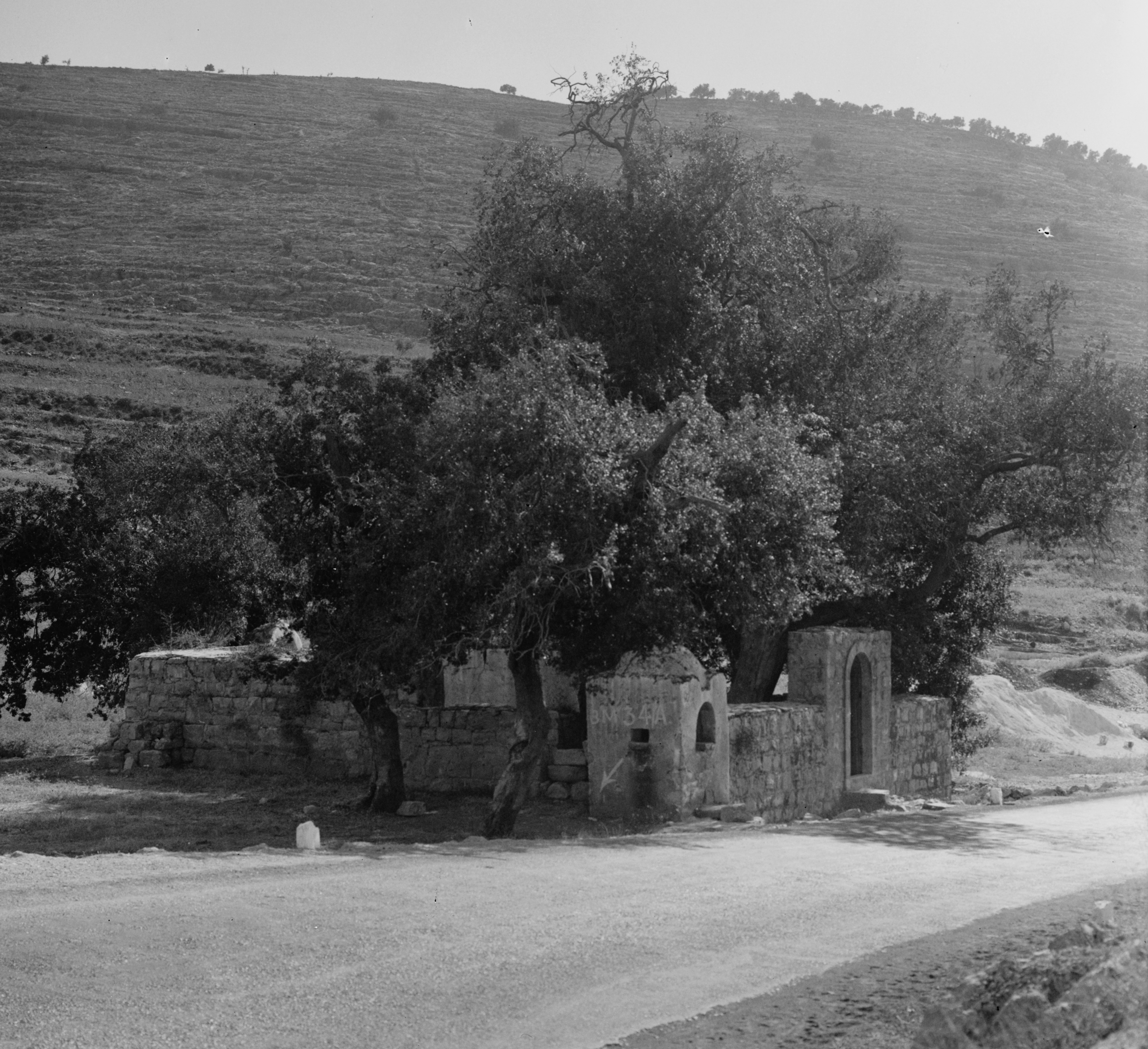
Svatyně imáma Aliho v Ša'ar ha-Gaj na archivním snímku

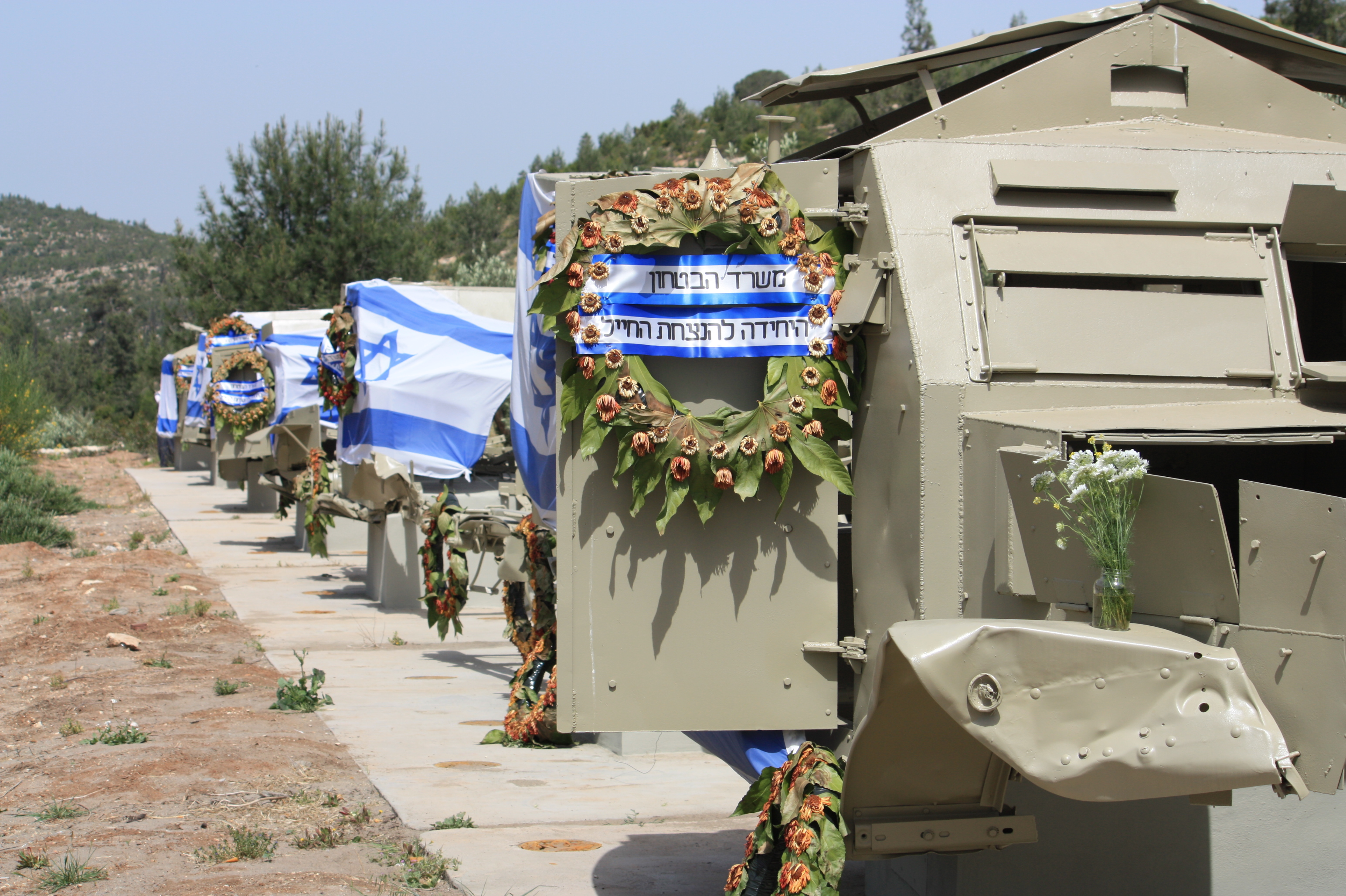
Zbytky izraelské vojenské techniky z roku 1948 v Ša'ar ha-Gaj

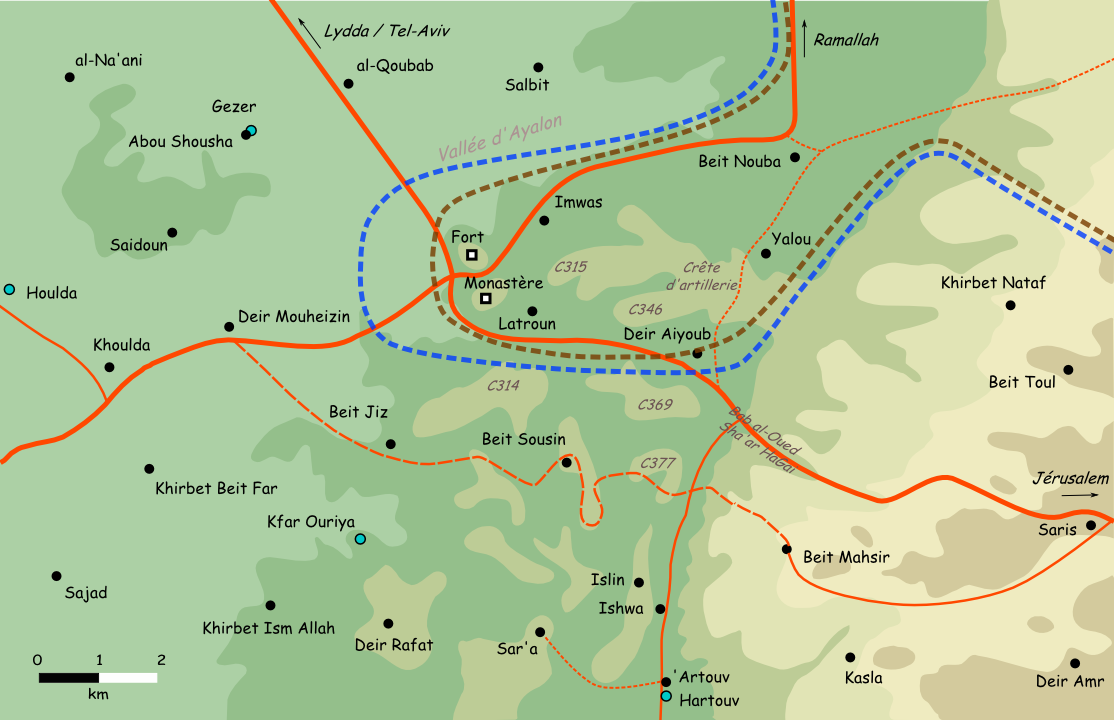
Frontová linie v okolí Latrunu a Ša'ar ha-Gaj dle stavu k 19.7. 1948

Leží cca 20 kilometrů západně od Jeruzaléma a cca 37 kilometrů jihovýchodně od Tel Avivu v místech, kde pobřežní planina definitivně přechází do sevřených údolí Judských hor. Dlouhodobě šlo o hlavní spojnici pobřeží a Jeruzaléma. Soutěskou vede vádí Nachal Nachšon, které zde zprava přijímá boční údolí Nachal Ilan. I v současnosti je lokalita dopravně využívaná. Podél Ša'ar ha-Gaj vede dálnice číslo 1, na kterou se zde od jihu napojuje dálnice číslo 38 (tato křižovatka se rovněž nazývá Ša'ar ha-Gaj). Jde o zalesněnou kopcovitou krajinu s řídkým vesnických osídlením. Nejblíže jsou vesnice Mesilat Cijon a Bejt Me'ir cca 2 kilometry na jih a jihovýchod odtud. Na severu leží takzvaný latrunský výběžek a v jeho rámci cca 4 kilometry na severozápad odtud i lokalita Latrun, rovněž strategicky významné místo bojů z roku 1948.

## Dějiny
Jde o historicky významné místo. Už v roce 1869 tu guvernér Jeruzaléma zřídil hostinec (chán). Těžil z polohy na stále frekventovanější cestě, kudy se mimo jiné ubírali evropští poutníci. Vybíralo se tu mýtné. Cesta byla vydlážděna na počest rakousko-uherského panovníka Františka Josefa I. Postupně význam místa poněkud upadal, zejména když byla koncem 19. století zprovozněna železniční trať Jaffa-Jeruzalém. Ve 30. letech 20. století za mandátní Palestiny tu vyrostla čerpací stanice pro automobily.
Strategický význam soutěsky se ukázal během první arabsko-izraelské války, kdy se u nedalekého Latrunu odehrávaly takzvané bitvy o Latrun a kdy se okolo Ša'ar ha-Gaj soustřeďovaly arabské útoky na židovské konvoje směřující do obleženého Jeruzaléma. Už 26. prosince 1947 zde při arabském útoku zemřelo sedm Židů, předtím 19. prosince jeden Žid.
Během dubna 1948 v rámci Operace Nachšon dokázali Izraelci ovládnout některé arabské vesnice v okolí a na jistý čas zprovoznit Ša'ar ha-Gaj pro židovské konvoje, ale ještě před koncem měsíce bylo arabské obléhání soutěsky obnoveno. Během Operace Makabi (součást bitvy o Latrun) se sice Izraelcům podařilo dobýt arabské vesnice Dejr Adžub a Bajt Machsir ovládající soutěsku, ale k průlomu u Latrunu opět nedošlo, stejně jako při dalších konfrontacích. Kvůli nemožnosti trvale obsadit soutěsku, respektive její zázemí, byli Izraelci nuceni vybudovat o několik kilometrů směrem na jih nové provizorní silniční spojení s Jeruzalémem, takzvaná Barmská cesta. Výsledek války byl v této lokalitě smíšený. Latrun zůstal v arabském držení a v rámci dohod o příměří z roku 1949 se stal součástí Západního břehu Jordánu ovládaného Jordánskem (byť jen jako vojensky nevýhodně hájitelný latrunský výběžek). Vlastní soutěska Ša'ar ha-Gaj byla sice zahrnuta do území Izraele, ale kvůli jordánskému záboru Latrunu nemohla plnit svou dopravní funkci. Izrael tak v letech 1949–1967 musel zvolit jiné silniční spojení pobřeží s Jeruzalémem.
Teprve během šestidenní války v roce 1967 Izraelci dobyli celý Západní břeh Jordánu, zrušili latrunský arabský opěrný bod a soutěskou Ša'ar ha-Gaj vedli v staronové trase dálnici číslo 1, dodnes hlavní silniční spojení dvou největších měst Izraele. Podél ní tu jsou z pietních důvodů dodnes zachovány trosky izraelských vozů, poškozených během bitev v roce 1948. Události z roku 1948 připomíná název vrchu Šluchat Mišlatim na severní straně údolí a Šluchat Šajarot na straně jižní, kde jsou udržována místa původních bojových pozic.